# Munir Saïd Thalib
Munir Said Thalib (8 décembre 1965 - 7 septembre 2004), que selon l'usage indonésien, on appelle par son premier nom, « Munir », est l'un des militants les plus célèbres, des droits de l'homme et anti-corruption, en Indonésie. Fondateur de l'organisation de droits de l'homme KontraS et lauréat de Right Livelihood Award, Munir a été assassiné en 2004, dans l'avion de la compagnie nationale Garuda Indonesia à destination d'Amsterdam, pour se rendre à l'Université d'Utrecht et y poursuivre une maîtrise en droit international et en droits de l'homme.

## Une carrière d'activiste politique
Formé au droit à l'Université Brawijaya de Malang, Java oriental, Munir a commencé sa carrière en 1989 comme officier d'aide judiciaire, à Surabaya.
Bientôt Munir était devenu un important défenseur des droits de l'homme en Indonésie et s'est régulièrement élevé, pour protester et pour défendre la justice face aux intimidations, y compris face aux menaces de mort.
Il était un critique particulièrement sévère envers les militaires indonésiens, les accusant de nombreuses violations de droits de l'homme au Timor oriental ainsi qu'en Nouvelle-Guinée occidentale et à Aceh. L'activiste de 38 ans les a aussi accusés de diriger un réseau criminel, impliqué dans l'exploitation illégale des arbres et la contrebande de drogues.

## Assassinat et conséquence
Munir a été empoisonné avec de l'arsenic, pendant son vol de Jakarta vers Amsterdam, le 7 septembre 2004. Il voyageait sur un vol de la compagnie aérienne nationale Garuda Indonesia.
Selon les conclusions de l'autopsie du corps de Munir et l'audition des témoins lors du procès, il était décédé deux heures avant l'arrivée à l'aéroport de Schiphol, à Amsterdam. Il avait pris l'arsenic, pendant son transit à Singapour, ou peu de temps avant ou après ce transit. À Singapour, Pollycarpus Priyanto, le principal suspect au procès du meurtre de Munir, a quitté le vol et est ensuite retourné en Indonésie. À l'origine, il est parti d'Indonésie avec un titre de transport sans réservation, avec l'aide d'un document falsifié, ce qui lui a permis de voler sur un autre vol, qui n'était pas son vol régulier. Munir a été pris de diarrhée aiguë et de vomissements peu de temps après son décollage de Singapour pour Amsterdam. L'équipage  a immédiatement annoncé aux pilotes qu'un passager était dans un état tel qu'il a été forcé d'aller aux toilettes à plusieurs reprises. Munir a été traité par un docteur à bord de l'avion, mais il a été déclaré décédé, peu de temps avant que l'avion se pose à l'aéroport Schiphol à Amsterdam.

## Enquête et procédures judiciaires
Les médecins légistes des Pays-Bas ont rapidement observé que Munir était mort d'empoisonnement. Au même moment, l'ambassade indonésienne aux Pays-Bas tentait d'empêcher une autopsie et demandait le rapatriement immédiat du corps de Munir en Indonésie. Les résultats de l'autopsie officiellement annoncés deux mois plus tard, le 12 novembre par l'Institut Légal des Pays-Bas ont révélé que le corps de Munir contenait une dose d'arsenic presque trois fois supérieure à celle susceptible de tuer une personne. Ce résultat a été admis ultérieurement par la police indonésienne.
Trois suspects : Pollycarpus Priyanto, un ancien pilote travaillant pour la compagnie Garuda Indonesia, qui prétend avoir cédé sa place, en classe d'affaires, à Munir pendant le vol et deux hôtesses de l'air. Il a été avancé que Pollycarpus avait placé l'arsenic dans le jus d'orange de Munir, sur des ordres du directeur de Garuda Indonesia, à l'époque, Indra Setiawan.
Le président indonésien Susilo Bambang Yudhoyono avait promis que les tueurs de Munir seraient déférés en justice.
Le 20 décembre 2005 Pollycarpus Priyanto a été reconnu coupable du meurtre de Munir par une cour indonésienne et condamné à une peine d'emprisonnement de quatorze années. Les partisans de Munir prétendent que Pollycarpus agissait sur ordre, fait qui n'a pas été révélé pendant le procès.
Puis début octobre 2006, la Cour suprême a annulé la condamnation contre Pollycarpus Priyanto, affirmant que les preuves étaient insuffisantes. Il sera libéré le 26 décembre 2006. Finalement condamné à 20 ans de réclusion pour assassinat avec préméditation et incarcéré à la prison de Sukamiskin à Bandung, il a bénéficié, à l'occasion de la fête nationale 2008, d'une remise de peine de 3 mois puis à nouveau de 7 mois et dix jours, pour bonne conduite à l'occasion du 65e anniversaire de l'indépendance, le 17 aout 2010. Indra Setiawan, lui a été condamné à une peine d'un an d'incarcération et a été libéré, à l'issue de l'exécution de celle-ci, le 14 avril 2008.
A ce jour, les commanditaires de l'assassinat n'ont toujours pas été jugés. Le chef du service de renseignements BIN, auquel Pollycarpus était affilié, le général Muhamad Abdullah Hendropriyono a reconnu sa responsabilité dans l'assassinat de Munir Said Thaleb, sans toutefois jamais être inquiété par la justice indonésienne. Des documents secrets révélés en 2014 lient effectivement Hendropriyono à cet assassinat, ainsi que son second, le général Asa'ad. Deux autres officiels impliqués sont le général Muchdi Purwoprandjono et le lieutenant colonel Irawan, expert en poisons.

### Autres sources

#### Sites étrangers
- (en) Eric Sottas, « Une impunité persistante dans l'assassinat du défenseur des Droits de l'Homme : Munir Said Thalib », in :Revue en ligne de, sur omct.org, OMCT, 2010 (consulté le 4 mars 2010)